# Ren (mitologia)
 Ren  és el nom d'una persona, un dels components espirituals de l'ésser humà, segons la mitologia egípcia.
| r · n |

| r · n |

El jeroglífic que compon la paraula  Ren  és el signe d'una boca "R" i una ondulació "N". Encara que sembla evident que aquest jeroglífic té un marcat simbolisme, no s'ha aclarit el seu significat, que pogués ser simplement fonètic.
Ren és el nom que una persona rebia en néixer però que canviava a mesura que aquesta persona anava evolucionant, rebent així nous títols. Sovint la prolongació o modificació del Ren suposaven un acte honorífic en el qual l'individu podia obtenir reconeixement per un acte realitzat o una circumstància social.
El Ren era un nom únic per a cada persona que permetia que l'home perdurés, es creia que aquest no moria del tot mentre el seu Ren fos pronunciat, és a dir, mentre el nom del difunt no fos oblidat del tot. Això explica per què els faraons i altres personatges influents feien enormes esforços a preservar el seu nom, inscrivint una vegada i una altra en els monuments que construïen, en tombes, en documents, etc., I explica també per què la  damnatio memoriae  era un càstig tan sever per a ells.
Així, una part del  Llibre dels Respirs , narració que prové del Llibre dels morts, conté precises instruccions per assegurar la supervivència del nom. Alguns noms, com el d'Akhenaton, van ser minuciosament eliminats de qualsevol lloc on estiguessin escrits després de la mort del seu propietari, ja que, per algun motiu, aquestes persones van ser considerades enemigues de l'Estat i, per tant, mereixedores de ser castigades amb l'oblit.

Els cartutxos emprats en l'escriptura jeroglífica són la representació esquemàtica d'una corda que envolta el nom escrit dins seu protegint per a l'eternitat, també servien per evitar una lectura equívoca, delimitant on comença i on acaba el nom. 
| V10 |

Per als antics egipcis els components de l'esperit humà eren: Ib, Ca, Ba, Aj, Ren i Sheut.